# LG Cookie széria
Az LG 2008 végén mutatta be ezt a alsó-középkategóriás mobiltelefon termékcsaládot, mely eredetileg három modellből állt. Az 500 és 501 típusjelű készülékek a Telenor és Vodafone kínálatában is megjelentek, az 502 típust csak a T-Mobile kínálatában találjuk meg. Mindhárom típus azonos tudású, kizárólag külalakjában tér el egymástól. Magyarországon és a világban is olcsóságával vívott ki népszerűséget. 2010-ben az egyik legnagyobb darabszámban eladott készülékek közé lépett, mivel szerte a világon több mint 10 millió példány talált gazdára.

## Jellemzők
- 240*400 pixeles 262 000 színű 3"TFT Touch kijelző
- Méret: 106,5mm*55,4mm*11,9mm
- Súly: 89 g
- GSM kapcsolatok: 850/900/1800/1900 Mhz GPRS, EDGE
- Adatkapcsolatok: bluetooth 2.1, USB 2.0,
- Támogatott médiaformátumok: MP3, MP4, AAC, MIDI, WAV, 3GP, MPEG4
- Támogatott dokumentumformátumok: doc, txt, pdf, ppt, xls
- Kamera: 3 megapixel, fixfókuszos, segédfény nélkül
- FM-Rádió RDS-el
- Teljes rezisztív technológiás érintőkijelző
- Memória: 48 MB belső, MicroSD kártyával 8Gb-ig bővíthető
- Akkumulátor: 900 mAh/Li-Ion/3,7V
- Készenléti idő: 350 óra
- Beszélgetési idő: 210 perc
- Töltési idő: 2 óra
- Színek:Fekete, barna, arany, ezüst, fehér, rózsaszín

## Főbb funkciói
- Mp3 zenelejátszó ID3 Tag megjelenítéssel, hangszínszabályzóval
- Fm rádió RDS-el 50 db tárhellyel
- Fényképező, videófelvétel hanggal
- Kép - videó és hangszerkesztés
- Rajzolóprogram
- JAVA játékok, mozgásvezérelt játékok
- Kijelző elfordítás érzékelő szenzor
- QWERTY billentyűzet
- Kézírásfelismerés
- Beépített Widget -ek
- Beépített modem
- SMS/MMS/E-Mail küldés és fogadás
- WAP/Internet böngésző

## A készülék gyári tartozékai
- Akkumulátor
- Sztereó headset
- USB adatkábel
- CD
- Érintő ceruza
- Töltő

## A második Cookie széria
2010 tavaszán bemutatták a Cookie család legolcsóbb tagját, az LG GS290 Cookie Fresh-t. Ezzel a modellel az LG a Samsung Corbynak akart konkurenciát állítani. A név hazai félreértelmezhetősége miatt az LG és a Mobilarena weboldal pályázatot írt ki egy új névre, de a megszavazott név jogi problémákba ütközött. Emellett kiadta még a GS500-as és KM570-es modelleket is.